# تومي سمارت
تومي سمارت (بالإنجليزية: Tommy Smart)‏ (20 سبتمبر 1896 في المملكة المتحدة - 10 يونيو 1968) هو لاعب كرة قدم بريطاني (وحمل سابقاً جنسية المملكة المتحدة لبريطانيا العظمى وأيرلندا) في مركز الظهير. شارك مع منتخب إنجلترا لكرة القدم. أما مع النوادي، فقد لعب مع أستون فيلا وHalesowen Town F.C. ‏ وBrierley Hill Alliance F.C. ‏.

## وصلات خارجية
- تومي سمارت على موقع قاعدة بيانات كرة القدم.إي يو (الإنجليزية)
- تومي سمارت على موقع ناشيونال فوتبول تيمز (الإنجليزية)